# Бересклет карликовый
Берескле́т ка́рликовый (лат. Euónymus nánus) — кустарник, вид рода Бересклет (Celastraceae) семейства Бересклетовые (Celastraceae). Ранее родовое название Euonymus считалось женского рода, поэтому правильным названием вида считалось Euonymus nana.
Очень похож на него бересклет туркестанский, ботаники иногда объединяют их в одну группу.

## Ботаническое описание

### Морфология
Полувечнозелёный низкорослый кустарник высотой обычно от 30 см до 1 м с длинным деревянистым корневищем.
Вегетативные побеги стелющиеся и укореняющиеся, плодущие — восходящие или прямостоячие. Молодые побеги тонкие, зеленоватые, ребристые, с продольными бороздками. В дальнейшем становятся серыми от многочисленных бородавчатых чечевичек. Почки небольшие, округло-яйцевидной формы.
Листья на коротких (1—3 мм) черешках, кожистые, до 4 см длиной, расположены неправильно очерёдно, иногда почти супротивно, а в верхней части побега часто бывают собраны в мутовки. Сверху листья ярко-зелёные, с вдавленной главной жилкой, снизу — сизоватые. Форма листовой пластинки лопатчато-линейная или линейно-продолговатая, реже — продолговато-эллиптическая. Край листа подогнутый, неясно пильчатый.
Цветёт в июне. Цветки обоеполые, четырёхчленные, диаметром 5—7 мм, с зеленоватыми или красновато-бурыми лепестками. Расположены одиночно или собраны по 2—3 штуки в полузонтики на тонких цветоносах, выходящих из пазух нижних листьев или чешуек у основания побега.
Плод — 4-лопастная розоватая или желтоватая кожистая коробочка. Семена диаметром около 3 мм, почти шаровидной формы, до половины покрыты морщинистыми оранжевыми присемянниками. Созревают в августе — сентябре.

### Распространение и экология
Бересклет карликовый встречается в горах Крыма, на Украине и на Центральном Кавказе: в Карачаево-Черкесии, Ставропольском крае, Кабардино-Балкарии. а также в Румынии, Польше, Молдовы.
Растёт в расселинах скал, на каменистых склонах на высоте 500—2500 метров над уровнем моря. В естественных условиях семенное размножение наблюдается редко, чаще размножается вегетативно.
Это растение в России находится под угрозой исчезновения, внесено в Красную книгу России

## Применение
Растение декоративное, особенно во время плодоношения, пригодно для одиночных и групповых посадок в садах и парках. Легко прививается на бересклет европейский, образуя при этом "плакучую" форму куста.